# Christiane Mitterwallner
Christiane Mitterwallner (ur. 10 lipca 1974 w Schladming) – austriacka narciarka alpejska, brązowa medalistka mistrzostw świata juniorów.

## Kariera
Po raz pierwszy na arenie międzynarodowej pojawiła się w 1992 roku, startując na mistrzostwach świata juniorów w Mariborze. Zajęła tam 5. miejsce w gigancie i 18. w zjeździe. Podczas rozgrywanych rok później mistrzostw świata juniorów w Montecampione zdobyła brązowy medal w gigancie, w supergigancie była czwarta, a w kombinacji zajęła piąte miejsce.
W zawodach Pucharu Świata zadebiutowała 25 lutego 1995 roku w Mariborze, gdzie nie zakwalifikowała się do drugiego przejazdu w gigancie. Pierwsze pucharowe punkty wywalczyła 16 listopada 1995 roku w Vail, zajmując 26. miejsce w supergigancie. Na podium zawodów PŚ jedyny raz stanęła 4 grudnia 1998 roku w Mammoth Mountain, wygrywając supergiganta. W zawodach tych wyprzedziła swą rodaczkę, Renate Götschl i Niemkę Martinę Ertl. W sezonie 1998/1999 zajęła 33. miejsce w klasyfikacji generalnej.
Wystartowała na igrzyskach olimpijskich w Nagano w 1998 roku, gdzie zajęła 21. miejsce w gigancie. Zajęła też między innymi 18. miejsce w gigancie i 20. miejsce supergigancie podczas mistrzostw świata w Vail/Beaver Creek w 1999 roku.

## Osiągnięcia

### Igrzyska olimpijskie
| Miejsce | Dzień     | Rok  | Miejscowość | Konkurencja | Czas biegu | Strata | Zwyciężczyni       |
| ------- | --------- | ---- | ----------- | ----------- | ---------- | ------ | ------------------ |
| 21.     | 20 lutego | 1998 | Nagano      | Gigant      | 2:50,59    | +7,87  | Deborah Compagnoni |

### Mistrzostwa świata
| Miejsce | Dzień     | Rok  | Miejscowość       | Konkurencja | Czas biegu | Strata | Zwyciężczyni          |
| ------- | --------- | ---- | ----------------- | ----------- | ---------- | ------ | --------------------- |
| 20.     | 3 lutego  | 1999 | Vail/Beaver Creek | Supergigant | 1:20,53    | +1,81  | Alexandra Meissnitzer |
| 18.     | 11 lutego | 1999 | Vail/Beaver Creek | Gigant      | 2:08,54    | +3,49  | Alexandra Meissnitzer |

### Mistrzostwa świata juniorów
| Miejsce | Dzień     | Rok  | Miejscowość   | Konkurencja | Czas biegu | Strata | Zwyciężczyni    |
| ------- | --------- | ---- | ------------- | ----------- | ---------- | ------ | --------------- |
| 18.     | 25 lutego | 1992 | Maribor       | Zjazd       | 1:21,68    | +1,57  | Céline Dätwyler |
| 5.      | 27 lutego | 1992 | Maribor       | Gigant      | 1:56,37    | +0,52  | Regina Häusl    |
| 21.     | 4 marca   | 1993 | Montecampione | Slalom      | 1:16,22    | +6,05  | Morena Gallizio |
| 4.      | 5 marca   | 1993 | Montecampione | Supergigant | 1:39,23    | +1,10  | Isolde Kostner  |
| 3.      | 7 marca   | 1993 | Montecampione | Gigant      | 2:06,03    | +0,56  | Karin Roten     |
| 5.      | 7 marca   | 1993 | Montecampione | Kombinacja  | ?          | ?      | Morena Gallizio |

### Puchar Świata

#### Miejsca w klasyfikacji generalnej
- sezon 1995/1996: 86.
- sezon 1997/1998: 72.
- sezon 1998/1999: 33.
- sezon 1999/2000: 34.
- sezon 2000/2001: 65.

#### Miejsca na podium
1. Mammoth Mountain – 4 grudnia 1998 (supergigant) – 1. miejsce